# Miguel Criado
Miguel Criado fue un político y coleccionista de arte peruano. 
En 1855, fue secretario del prefecto del Cusco y, como tal, prestó ayuda durante la epidemia de fiebre amarilla que se extendió en el departamento del Cusco en aquel año.
Fue elegido diputado suplente por la provincia de Anta entre 1879 y 1881 durante el primer gobierno de Nicolás de Piérola y la guerra con Chile.  